# Liste von Anton-Günther-Gedenksteinen

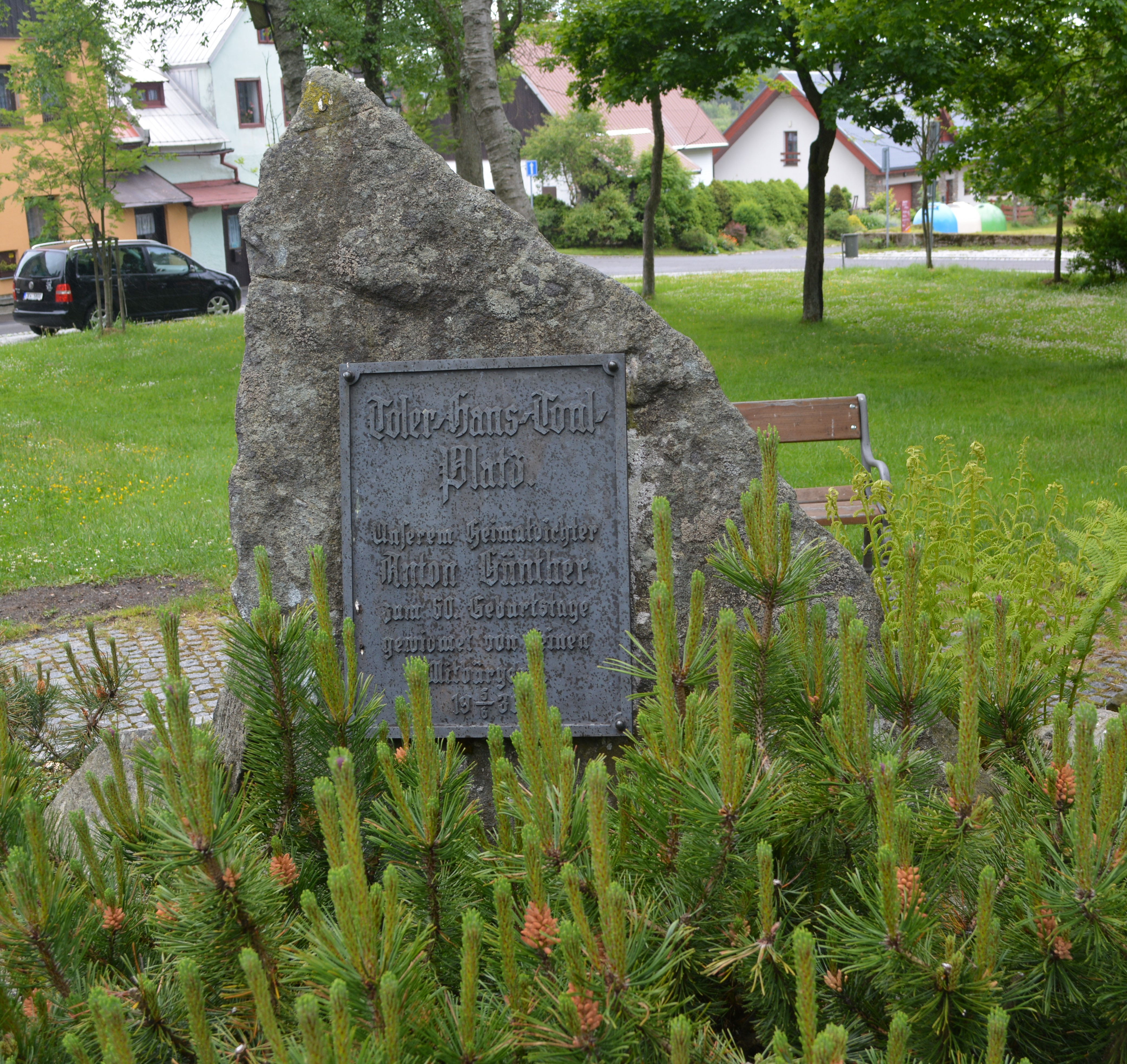
Erster und als Ehrung zum 60. Geburtstag des Dichters errichteter Stein im Geburtsort Gottesgab

Anton-Günther-Gedenksteine sind zu Ehren des Volksdichters Anton Günther (1876–1937) aufgestellte Denkmale.
Der erste Gedenkstein, war der anlässlich des 60. Geburtstag Anton Günthers eingeweihte Stein, auf dem Marktplatz in seinem Geburtsort Gottesgab (tschechisch Boží Dar). Zwischen 1937 und 1942 errichtete der Erzgebirgsverein eine Vielzahl Gedenksteine, von denen viele auf tschechischer Seite nach der Vertreibung der deutschböhmischen Bevölkerung entfernt wurden, viele auch verloren gingen.

## Auflistung
Bis auf den Stein in Günthers Geburtsort sind alle folgenden nach seinem Tod errichtet worden. Die Mehrzahl wurde nach 1990 neu errichtet oder wiederaufgebaut, vorrangig im Erzgebirge und Vogtland, aber auch in anderen Teilen Deutschlands sowie in Österreich und Tschechien.
| Abbildung                                                                          | Ort                                       | Land        | Standort                                                                                        | Geschichte/Bemerkungen |
| ---------------------------------------------------------------------------------- | ----------------------------------------- | ----------- | ----------------------------------------------------------------------------------------------- | --- |
| Gedenkstein in Aichach                                                             | Aichach                                   | Deutschland | vor dem Stadtmuseum Aichach, Schulstr. 2 48° 27′ 31″ N, 11° 8′ 1″ O                             | Eingeweiht am 5. November 1978. |
| Gedenkstein in Altenberg                                                           | Altenberg                                 | Deutschland | Zinnwalder Straße 50° 45′ 11″ N, 13° 45′ 31″ O                                                  | Eingeweiht am 26. April 1943. |
| Gedenkstein in Augsburg-Göggingen                                                  | Augsburg-Göggingen                        | Deutschland | Friedhof 48° 20′ 45″ N, 10° 52′ 5″ O Angabe ungenau: nur auf den Friedhof                       | Der Hauptgedenkstein der „Gedenkstätte der Neudeker“ wurde am 1. August 1954 eingeweiht und am 11. September 1981 um den kleineren Gedenkstein für die Dichter des Erzgebirges Hans Soph und Anton Günther erweitert. |
| Gedenkstein in Boží Dar · Inschrift auf der Rückseite                              | Boží Dar (Gottesgab)                      | Tschechien  | Markt 50° 24′ 39″ N, 12° 55′ 19″ O                                                              | Das Denkmal ist das einzige zu Lebzeiten Anton Günthers errichtete und wurde am 5. Juni 1936 eingeweiht. Die Stadt Gottesgab ehrte damit seinen bekannten Bürger zum 60. Geburtstag. Nach der Vertreibung der deutschböhmischen Bevölkerung nach Ende des Zweiten Weltkriegs wurde es 1945 zerstört. Nach der politischen Wende einigten sich die Gemeindeverwaltung Boží Dar und die Erbengemeinschaft 1990 auf den Wiederaufbau, der maßgeblich vom Erzgebirgszweigverein Schwarzenberg finanziert wurde. Am 1. Juni 1991 wurde das Denkmal anlässlich des 115. Geburtstages Anton Günthers feierlich neu eingeweiht. Die am Stein angebrachte Bronzetafel ist das 1990 wiederaufgetauchte Original von 1936, welches nach 1945 als verschollen galt. |
| ehemaliger Standort des Gedenksteines                                              | Bublava (Schwaderbach)                    | Tschechien  | 50° 22′ 16″ N, 12° 30′ 14″ O                                                                    | Errichtet 1938, nach 1945 zerstört. Der Gedenkstein befand sich gegenüber der Knabenschule. |
| Gedenkstein in Burgstädt                                                           | Burgstädt                                 | Deutschland | im Wettinhain, Parkanlage in Burgstädt 50° 54′ 57″ N, 12° 49′ 2″ O                              | Eingeweiht am 29. Mai 1938. |
| Gedenkstein in Chemnitz-Euba                                                       | Chemnitz-Euba                             | Deutschland | Ecke Eubaer Straße / Hauptstraße 50° 50′ 0″ N, 13° 1′ 18″ O                                     | Ursprüngliches Einweihungsdatum unbekannt, Wiedereinweihung: 15. Juni 2014. |
| Gedenkstein in Chemnitz-Harthau                                                    | Chemnitz-Harthau                          | Deutschland | Annaberger Straße 463 50° 46′ 45″ N, 12° 55′ 33″ O                                              | Eingeweiht am 18. Juni 1938. |
| Gedenkstein im Zeisigwald                                                          | Chemnitz (Zeisigwald)                     | Deutschland | August-Müller-Weg 50° 50′ 44″ N, 12° 58′ 45″ O                                                  | Eingeweiht am 24. April 1938. |
| Anton-Günther-Stein Deutschneudorf                                                 | Deutschneudorf                            | Deutschland | Salzweg 50° 36′ 28″ N, 13° 27′ 26″ O                                                            | Der Stein wurde auf Initiative des wie Günther aus dem böhmischen Erzgebirge stammenden Bruno Rochlitzer (1910–2001), Ehrenmitglied des Erzgebirgszweigverein Deutschneudorf, errichtet und am 15. Juli 1999 eingeweiht. Er ist eine Station des Glockenwanderwegs. Er trägt die Inschrift: Anton Günther 1876–1937, Dichter und Sänger des Erzgebirges. |
|                                                                                    | Diekholzen                                | Deutschland | Bahnberg 52° 5′ 35″ N, 9° 54′ 38″ O                                                             | Eingeweiht am 15. März 1984. |
|                                                                                    | Donaueschingen                            | Deutschland | Koordinaten fehlen! Hilf mit.                                                                   | Eingeweiht am 26. März 1977. |
| Gedenkstein in Ehrenzipfel                                                         | Ehrenzipfel                               | Deutschland | Wettinplatz 50° 27′ 28″ N, 12° 50′ 40″ O                                                        | Das Denkmal wurde 1996 eingeweiht. |
| Anton Günther Gedenkstein in Eppendorf                                             | Eppendorf                                 | Deutschland | Gersberger Wald 50° 48′ 24″ N, 13° 12′ 49″ O                                                    | Der Gedenkstein wurde zu einem nicht näher eingrenzbarem Zeitpunkt zwischen 1937 und 1939 errichtet. Die an ihm angebrachte, bronzene Plakette wurde Ende der 1950er Jahre gestohlen. In der Ortschronik ist vermerkt, dass diese durch Zufall wiedergefunden wurde, jedoch kurze Zeit später erneut verschwand. Ersatzweise wurde zwischenzeitlich eine hölzerne Plakette angefertigt. 1992 wurde die Originalplakette wiedergefunden, von der der Heimatverein ein Duplikat fertigte und am Stein anbrachte. |
|                                                                                    | Frammersbach                              | Deutschland | Koordinaten fehlen! Hilf mit.                                                                   | Eingeweiht am 22. Juni 1974. |
|                                                                                    | Freden                                    | Deutschland | 51° 55′ 3″ N, 9° 52′ 47″ O                                                                      | Eingeweiht am 14. Mai 1977. |
| Kohlhaukuppe Geising, Anton-Günther-Gedenkstein                                    | Geising                                   | Deutschland | Kohlhaukuppe 50° 44′ 50″ N, 13° 47′ 45″ O                                                       | Ende der 1950er Jahre wurde das seit 1938 im Besitz des damaligen Erzgebirgszweigvereins befindliche Relief an dem schon vorher anderweitig genutzten Stein angebracht. |
| Anton Günther Gedenkstein Geyer, am Liederweg                                      | Geyer                                     | Deutschland | 50° 37′ 38″ N, 12° 54′ 33″ O                                                                    | Einweihung am 8. Juni 1940. |
| Goethehain Gornsdorf, Anton-Günther-Stein                                          | Gornsdorf                                 | Deutschland | Goethehain 50° 42′ 17″ N, 12° 53′ 19″ O                                                         | Einweihung am 19. Oktober 2003. |
| Anton-Günther-Stein Grünberg                                                       | Grünberg                                  | Deutschland | 50° 49′ 38″ N, 13° 5′ 32″ O                                                                     | Einweihung am 8. Juni 1940. |
| Anton-Günther-Stein in Hohenstein-Ernstthal                                        | Hohenstein-Ernstthal                      | Deutschland | Parkanlage Pfaffenberg 50° 48′ 13″ N, 12° 42′ 57″ O                                             | Eingeweiht am 14. April 2001. |
| Gedenkstein in Hora Svaté Kateřiny                                                 | Hora Svaté Kateřiny (Sankt Katharinaberg) | Tschechien  | Růžový vrch 50° 36′ 12″ N, 13° 26′ 33″ O                                                        | Einweihung 1938, Neueinweihung am 17. Juni 2006. |
| Gedenkstein in Johanngeorgenstadt · Die Gedenksteine am alten Standort (2010)      | Johanngeorgenstadt                        | Deutschland | Pferdegöpel 50° 25′ 51″ N, 12° 42′ 35″ O                                                        | Einweihung am 16. September 1995. Ursprünglich stand dieser mit einem unmittelbar daneben platziertem Gedenkstein für Hans Soph auf der Anton Günther Höhe (50° 25′ 29,76″ N, 12° 43′ 28,07″ O), einer zu Ehren Günthers benannten Erhebung einer ehemaligen Bergbauhalde westlich der Altstadt. Im Jahr 2011 wurden die Steine an den gegenwärtigen Standort umgesetzt. |
| Gedenkstein Anton Günther Johanngeorgenstadt, Am Schwefelbach                      | Johanngeorgenstadt                        | Deutschland | 50° 25′ 55″ N, 12° 41′ 33″ O                                                                    | Eingeweiht am 30. August 1996. Dieser Gedenkstein ist ein Dank der Region Nord des Erzgebirgsvereins für die Pension „Am Schwefelbach“. Der Enkel von Anton Günther, Anton Günther-Lehmann war bei der Enthüllung des Gedenksteines anwesend. |
|                                                                                    | Karlstein am Main                         | Deutschland | 50° 2′ 22″ N, 9° 3′ 54″ O                                                                       | Eingeweiht am 7. September 1969. |
| Gedenkstein auf dem Borberg in Kirchberg Sachsen                                   | Kirchberg (Sachsen)                       | Deutschland | Borberg 50° 37′ 32″ N, 12° 30′ 51″ O                                                            | Zum 130. Geburtstages des Heimatdichters im Jahr 2007 stiftete der Erzgebirgszweigverein Kirchberg eine Gedenktafel mit Bildrelief auf dem Borberg-Plateau bei Zwickau in unmittelbarer Nähe des dortigen Anton-Günther-Berghauses, das Dezember 1938 vom Erzgebirgsverein erbaut wurde. |
| Gedenkstein in Klosterneuburg                                                      | Klosterneuburg                            | Österreich  | Sudetendeutscher Platz 48° 17′ 58″ N, 16° 19′ 26″ O                                             | Eingeweiht am 30. Mai 1976. |
| Anton-Günther-Gedenkstätte in Kronberg im Taunus                                   | Kronberg im Taunus                        | Deutschland | Diebsweg 50° 11′ 37″ N, 8° 30′ 18″ O                                                            | Eingeweiht am 16. Juli 1969. In der Nähe befindet sich eine Tafel von Einwohnern der Gemeinde Schmiedeberg (heute: Kovářská) im böhmischen Erzgebirge. |
| Anton-Günther-Stein Kurort Seiffen                                                 | Kurort Seiffen/Erzgeb.                    | Deutschland | Reicheltberg 50° 38′ 33″ N, 13° 26′ 44″ O                                                       | Dieser im Juli 1995 eingeweihte Gedenkstein wird vom Anton-Günther-Chor Seiffen, einem 165 Jahre alten Männerchor, der das Liedgut des Volksdichters pflegt, in Stand gehalten. Am Ort gibt es jedes Jahr ein kleines Konzert. |
| ehemaliger Standort                                                                | Limbach-Oberfrohna                        | Deutschland | Stadtpark/Tierpark 50° 51′ 9″ N, 12° 45′ 5″ O                                                   | Der Erzgebirgszweigverein Limbach errichtete im November 1938 im Stadtpark eine Gedenkstätte. Auf einer hölzernen Tafel war zu lesen „Wer seine Hamit liebt, liebt a sei Volk“. Den Standort erkennt man nicht mehr. Jetzt befinden sich an der Stelle Tiergehege des Tierparks Limbach-Oberfrohna. |
| Gedenkstein                                                                        | Lößnitz                                   | Deutschland | 50° 36′ 40″ N, 12° 46′ 45″ O                                                                    | Eingeweiht April 2018 am Rand des Ortsteils Dittersdorf. |
| Gedenkstein                                                                        | Lößnitz                                   | Deutschland | Dreihansener Straße 50° 37′ 0″ N, 12° 44′ 47″ O                                                 | Eingeweiht am 29. April 2018 (81. Todestag von Anton Günther) auf einem privaten Grundstück in der Dreihansner Straße in Lößnitz, im Ortsteil Dreihansen. Der Stein befindet sich in Hörweite des Lößnitzer Bronzeglockenspiels, von welchem auch Lieder des Heimatdichters erklingen. |
| Gedenkstein                                                                        | Mauersberg                                | Deutschland | 50° 36′ 52″ N, 13° 5′ 4″ O                                                                      | Eingeweiht am 5. Juni 2021 (145. Geburtstag von Anton Günther). |
| Gedenkstein in Mulda                                                               | Mulda/Sa.                                 | Deutschland | 50° 48′ 34″ N, 13° 24′ 53″ O                                                                    | Eingeweiht am 11. September 1938. |
| Gedenkstein in Oberwiesenthal                                                      | Oberwiesenthal                            | Deutschland | Museum Wiesenthaler K3 50° 25′ 9″ N, 12° 58′ 7″ O                                               | Eingeweiht am 29. Juli 1995. |
| Anton Günther Gedenkstein (2018)                                                   | Oederan                                   | Deutschland | 50° 51′ 43″ N, 13° 10′ 50″ O                                                                    | Eingeweiht 1942. |
|                                                                                    | Offenhausen                               | Österreich  | Osterberg                                                                                       | Ehrentafel am Osterberg-Denkmal, eingeweiht am 15. September 1968. |
| Anton-Günther-Gedenkstätte Olbernhau, Gedenkstein                                  | Olbernhau                                 | Deutschland | Rübenauer Weg 50° 38′ 56″ N, 13° 20′ 28″ O                                                      | Eingeweiht am 5. Juni 1937. Die Gedenkstätte befindet sich an einem Aussichtspunkt. |
| Anton-Günther-Stein der Gedenkstätte Bucheneck in Pohraniční (Böhmisch Reizenhain) | Pohraniční (Reizenhain)                   | Tschechien  | Bucheneck 50° 33′ 31″ N, 13° 14′ 9″ O                                                           | Die Sitzgruppe „Am Bucheneck“ wurde im Frühjahr 1937 auf Initiative des Heimatdichters Erwin Schwarz mit Sitzplätzen und Steinstelen hergerichtet. Nach dem Freitod Günthers entschloss sich der Verkehrsverein Reizenhain, den soeben fertiggestellten Platz zu einem Anton-Günther-Denkmal zu erweitern. Nach Vertreibung der deutschböhmischen Bevölkerung wurden die Stelen umgestürzt und der Ort verfiel. Am 7. Juni 2014 wurde der in ehrenamtlicher Arbeit wiederhergerichtete Platz samt Gedenkstein feierlich neu eingeweiht. |
| Anton-Günther-Gedenkstätte Raschau                                                 | Raschau                                   | Deutschland | 50° 31′ 40″ N, 12° 50′ 38″ O                                                                    | Eingeweiht September 1937. Am oberen Ende der Anton-Günther-Straße. |
| Gedenkstein in Reitzenhain                                                         | Reitzenhain                               | Deutschland | Reißigmühle 50° 32′ 54″ N, 13° 13′ 24″ O                                                        | Eingeweiht 1937. |
| Gedenkstätte am Dorfplatz                                                          | Rübenau                                   | Deutschland | 50° 35′ 52″ N, 13° 18′ 9″ O                                                                     | Errichtet im September 1937. Zu Ehren von Anton Günther wurde der Dorfplatz in Anton-Günther-Platz umbenannt. Das Denkmal war aus Holz und ist nicht erhalten. Der Standort der Tafel war neben dem Gasthof „Weißer Hirsch“. |
| Anton-Günther-Stein in Schindelbach                                                | Schindelbach                              | Deutschland | Unterer Ortsausgang gegenüber der Gedenktafel der Schindelbachmühle 50° 36′ 25″ N, 13° 7′ 44″ O | Einweihung am 11. Mai 1938. |
| Gedenkstein in Schneeberg                                                          | Schneeberg                                | Deutschland | Keilberg 50° 36′ 49″ N, 12° 37′ 49″ O                                                           | Errichtet vom EZV Schneeberg, Einweihung am 17. September 2011. |
| Gedenkstein in Schönheide                                                          | Schönheide                                | Deutschland | am Naturheilgarten 50° 30′ 34″ N, 12° 30′ 1″ O                                                  | Errichtet am 15. Juni 2024. |
| Gedenkstein in Sigmaringen                                                         | Sigmaringen                               | Deutschland | Anton-Günther-Straße 48° 5′ 17″ N, 9° 13′ 56″ O                                                 | Der Gedenkstein wurde anlässlich des 100. Geburtstages von Anton Günther am 5. Juni 1976 vom Bund der Vertriebenen eingeweiht. |
| Anton-Günther-Gedenkstein in Stollberg                                             | Stollberg/Erzgeb.                         | Deutschland | 50° 41′ 47″ N, 12° 47′ 28″ O                                                                    | Eingeweiht am 16. August 1996. |
| Anton Günther Denkmal in Vejprty                                                   | Vejprty (Weipert)                         | Tschechien  | 50° 30′ 33″ N, 13° 2′ 0″ O                                                                      | Der vom Weiperter Unternehmer Karl Walter Schmidl gestiftete und am 3. Juli 1938 geweihte Gedenkort Günther-Ruh wurde 1945 zerstört und galt als nicht mehr auffindbar. 2010 entdeckte ein Bärensteiner Einwohner nach jahrelanger Suche die Überreste des einstigen Gedenkortes. Der neugegründete Verein Denkmalpflege Weipert e. V. restaurierte und sanierte Gedenkstein und Umfeld in den folgenden Jahren; am 3. Juli 2013 wurde Günther-Ruh unter Anteilnahme von 600 Gästen feierlich neu geweiht. |
| Gedenkstein in Waldkraiburg                                                        | Waldkraiburg                              | Deutschland | Koordinaten fehlen! Hilf mit.                                                                   | Eingeweiht am 1. Juli 1973. |
| Gedenkstein in Zschopau                                                            | Zschopau                                  | Deutschland | Alte Marienberger Straße 50° 44′ 36″ N, 13° 4′ 7″ O                                             | Das Denkmal „Anton Günther Platz“ wurde am 18. Juni 1938 eingeweiht. Es trägt ein in Steinmauerwerk gefasstes Holzrelief. Das Original wurde 1998 durch ein nachgeschnitztes Duplikat ersetzt. Nachdem sich Witterungsschäden zeigten, wurde es 2015 restauriert. |
| Anton-Günther-Ecke Zwönitz                                                         | Zwönitz                                   | Deutschland | NSG Vordere Aue 50° 37′ 22″ N, 12° 46′ 52″ O                                                    | Eingeweiht am 8. Juni 1991. |